# 巴戈利大屋
巴戈利大屋（英語：Baguley Hall）是一座位于英国曼彻斯特巴戈利（Baguley）的木骨架建筑（格網參考 SJ81628874），始建于14世纪。是一座登录建筑兼英国古迹。